# St. Elisabeth (Eckersmühlen)
St. Elisabeth ist eine römisch-katholische Filialkirche in Eckersmühlen.

## Geschichte
Nach dem Zweiten Weltkrieg zogen viele Heimatvertriebene aus Ungarn nach Eckersmühlen. Anfangs feierten sie ihre Gottesdienste auf in einer Kapelle auf der Lösmühle und in der evangelischen Dreifaltigkeitskirche. 1951 wurde am Dorfkessel eine Baracke als Notkirche aufgestellt. Im Erweiterungsbau war der örtliche Kleintierzüchterverein untergebracht. 1959 wurde aus Initiative von Dekan Thomas Igl ein Kirchenbauverein gegründet. Der Kirchbau war anfangs für das Jahr 1967 geplant, wurde dann aber wegen der schlechten Konjunktur um zwei Jahre verschoben. Die Kirche plante der Architekt Ferdinand Reubel aus Nürnberg. Die Grundsteinlegung fand am 4. Mai 1969 durch Domdekan Bernhard Mader statt. Am 16. November 1969, dem Buß- und Bettag, fand die Glockenweihe durch Generalvikar Josef Pfeiffer statt. Am 23. November 1969 weihte Bischof Alois Brems die Kirche der heiligen Elisabeth von Thüringen. Die Kosten für den Bau betrugen 883.000 DM. Das Harmonium, welches aus der Notkirche übernommen wurde, wurde am 21. November 1971 durch eine Orgel ersetzt. Am 1. Dezember 1991 wurde die Pfarrei von Hilpoltstein nach Maria Aufnahme in den Himmel in Roth umgepfarrt.

## Glocken
| Nr. | Name           | Ton | Gewicht | Inschrift                              | Hersteller                                |
| --- | -------------- | --- | ------- | -------------------------------------- | ----------------------------------------- |
| 1   | Christusglocke | h’  | 310 kg  | Lasst uns alle eins sein               | Friedrich Wilhelm Schilling in Heidelberg |
| 2   | Marienglocke   | d’’ | 180 kg  | Wer mich findet, findet auch das Leben | Friedrich Wilhelm Schilling in Heidelberg |